# Lucy Trapnell
Lucy Ann Trapnell Forero (San Isidro, Lima; 7 de noviembre de 1952 - 6 de octubre de 2024) fue una antropóloga y educadora peruana. Estuvo más de veinticinco años involucrada en programas de formación de maestros con pueblos indígenas amazónicos, desarrolló numerosos estudios y publicó artículos sobre educación bilingüe intercultural. En 2015 recibió la distinción Personalidad Meritoria de la Cultura por parte del Ministerio de Cultura del Perú por su aporte a la Edudación Bilingüe Intercultural en el país.

## Trayectoria
Trapnell Forero se graduó como antropóloga en la Pontificia Universidad Católica del Perú y obtuvo un magíster en Educación por la Universidad de Bath en el Reino Unido. Fue miembro de Foro Educativo y del Consejo Educativo y equipo técnico de la Asociación Regional de Pueblos Indígenas de la Selva Central (ARPI-SC). Es cofundadora del Programa de Formación de Maestros Bilingües de la Amazonia Peruana (FORMABIAP), un programa de capacitación para maestros bilingües de la Amazonia peruana implementado por la Asociación Interétnica de Desarrollo de la Selva Peruana (AIDESEP).
En 2015 se desempeñó como asesora en la Dirección General de Educación Básica Alternativa, Intercultural Bilingüe y Servicios Educativos en el Ámbito Rural (DIGEIBIRA), adscrita al Ministerio de Educación.